# Корвин-Круковский, Борис Вячеславович
Борис Вячеславович Корвин-Круковский (6 февраля 1895, Шацк, Тамбовская губерния — 20 июня 1988, Рандолф, Вермонт) — американский авиационный конструктор русского происхождения. Изобретатель герметичных дюралюминиевых поплавков для гидросамолётов, конструкция которых стала классической и наиболее распространённой в мире. Автор ряда проектов гидросамолётов военного и гражданского назначения. Видный представитель русской «авиационной диаспоры» в США.

## Биография

### Жизнь в России
Происходит из обедневшего польского дворянского рода Корвин-Круковских. Отец — Вячеслав Иосифович Корвин-Круковский, потомственный военный, участник русско-турецкой, русско-японской и Первой Мировой войн.
Борис Корвин-Круковский прошёл обучение в Первом кадетском корпусе, а затем — в Николаевском военном инженерном училище, откуда был выпущен вместе с прочими по досрочному выпуску в чине подпоручика инженерных войск. С лета 1914 года — в Высшей авиационной школе в Гатчине, которую закончил в числе лучших выпускников и был оставлен при школе в качестве инструктора, однако смог добиться в 1915 году отправки на фронт. Служил в воздушной разведке, также заведовал технической частью 6-го корпусного авиаотряда Северо-Западного фронта. Был награждён орденами Св. Станислава 3-й степени, Св. Анны и Св. Владимира 4-х степеней.
6 мая 1916 года, совершая разведывательный вылет, был сбит немецким истребителем и получил при вынужденной посадке травмы обеих ног и руки. В период восстановления дееспособности служил военным приёмщиком на авиационных заводах.
Посещал занятия в Петроградском политехническом институте по авиационной специальности.
В конце 1916 года вернулся к полётам и снова был отправлен в Гатчинскую авиашколу на должность инструктора, там же преподавал теорию полёта и руководил различными исследовательско-практическими работами.
В конце 1917 года покинул Гатчину и отправился в отпуск во Владивосток, откуда эмигрировал в США.

### Жизнь в США
Первым местом работы в США Бориса Корвин-Круковского стала должность механика в оклендской компании Union Gas Engine, производящей силовые установки. Там же он получил свой первый патент на разработанный им проект двигателя. Следующим местом работы стала судоверфь California and Valek, а потом — конструкторское бюро автомобильной и тракторной техники Drew в Сан-Франциско. В 1918—1920 году Корвин-Круковский выполнял обязанности помощника военного атташе от адмирала Колчака.
В 1920 году Корвин-Круковский получил место чертёжника в Curtiss Aeroplane на Лонг-Айленде. Вскоре, в 1921 году, он оканчивает обучение на авиационном отделении Массачусетского технологического института, и занимает место начальника проектировочного бюро в фирме Aeromarine Plane and Motor Company (штат Нью-Джерси). Там Корвин-Круковский занимался конверсией военных самолётов в гражданские, а также развернул исследовательскую работу по аэро и гидродинамике. Тогда же он начинает публикацию собственных научных статей в специальной литературе.
После осени 1924 года, когда Aeromarine закрыло своё самолётостроительное отделение, конструктор одно время сотрудничал с Consolidated Aircraft, но уже летом 1925 года стал вице-президентом и главным конструктором новой авиационной фирмы EDO Aircraft, основанной бизнесменом Э. Д. Осборном. Вскоре EDO прославилась как крупнейший производитель поплавков для гидросамолётов, конструкции Корвин-Круковского. Это помогло компании успешно пережить Великую Депрессию, EDO также сотрудничала с фирмой И. И. Сикорского, на ней кроме Корвин-Круковского работали также другие эмигранты из России — К. Л. Захарченко, В. Н. Гарцев и др.
В 1948 году Корвин-Круковский меняет сферу деятельности с авиационной на водную — становится руководителем Гидроканала Стивенсоновского технологического института в Хобокене. По 1959 год преподаёт там же, получил звание профессора.
С 1959 по 1988 годы занимал пост научного консультанта Управления кораблестроения ВМС США.
Уйдя на покой, Борис Вячеславович поселился в штате Вермонт, где и скончался. Последние годы жизни он провёл, обустраивая своё имение, в котором всё сделал собственными руками: баню, оранжерея, сад, домик-шале, и даже электротрактор. Последние пять лет Корвин-Круковский провёл в созданный самостоятельно электрической кресле-каталке. Был вегетарианцем, питался продуктами преимущественно с собственного огорода, вёл по-русски дневники и внимательно следил за событиями в СССР. После смерти его тело было кремировано и пепел развеян над его усадьбой.

### Семья
Братья Бориса Вячеславовича Корвин-Круковского Кирилл и Андрей погибли во время Гражданской войны: Кирилл был расстрелян большевиками, Андрей погиб при эвакуации. Сестра Наталья переехала в США. По линии матери была родная тётя - Попова Ольга Алексеевна и двоюродная сестра и брат Попова Ирина и Попов Николай. В Москве живёт родственница Бориса Вячеславовича Корвин-Круковского -  Татьяна Юрьевна Старостина (Горюнова) 05.02.1984 года рождения двоюродная правнучка.

## Конструкторские разработки

### AMC
Летающая лодка AMC (аббревиатура первых букв AeroMarine Company) начала проектироваться Корвин-Круковским в марте 1922 года, и стала его первой полностью самостоятельной работой. Самолёт имел цельнометаллический фюзеляж из алюминиевого сплава 17S, обшивка крепилась к типовым штампованным металлическим профилям, стандартизация которых значительно упростила и ускорила процесс самолётостроения, и Корвин-Круковский стоял у истоков этой технологической новации, вскоре ставшей повсеместной. Другой новацией конструктора стало внедрение цельноклёпанных конструкций.
Лётчики и пассажиры размещались в открытых кабинах, причём пассажирская располагалась в носу самолёта, а пилотская — позади неё. AMC имел бипланную схему, крылья были деревянными. Силовая установка состояла из двигателя «Либерти — 12» с толкающим винтом.
Первый полёт состоялся 1 июня 1923 года. Летающая лодка показал отличные результаты и стала первым в американском самолётостроении цельнометаллическим самолётом такого типа.

### Почтовые самолёты
В марте 1923 года Государственная воздушная почта США объявила конкурс на новые почтовые самолёты, которые могли бы действовать, в первую очередь, на участке Чикаго — Шайен. За разработку взялась, в том числе, и фирма Aeromarine.
Особенностью трассы были взлёт и посадка в условиях плохой видимости на неподготовленную поверхность, что требовало простого, прочного и ремонтопригодного самолёта. Корвин-Круковский к 19 августа 1923 года создал такой самолёт, получивший индекс AM — 1 (Air Mail). Машина была классическим бипланом с тянущим винтом, и имела очень низкую посадочную скорость около 70 км/ч, что упрощало выбор посадочной площадки даже непосредственно над землёй, на малой высоте. Самолёт был устойчивы к сваливанию в штопор, и эта его особенность снижала нагрузку на лётчика во время пилотирования. Как и на AMC, использовался проверенный мотор «Либерти — 12». Охлаждение двигателя — водяное, винт — двухлопастной. Фюзеляж имел цельнометаллическую ферменную конструкцию, обшивка крепилась на болтах. Шасси было изготовлено из стальных труб и максимально усилено.
AM — 1 проиграл конкурс своим конкурентам, менее грузоподъёмным, но зато не склонным к кабрированию, как он.
Чтобы исправить ошибки первой модели, были созданы следующие: AM — 2 и AM — 3. Но слабый двигатель на них не позволял превысить скорость в 175 км/ч, чего было недостаточно. Кроме того, ставка на излишнюю надёжность и прочность перетяжеляла конструкцию и отрицательно сказывалась на аэродинамических качествах самолётов.
Перед закрытием самолётостроительного отделения фирмы Aeromarine, Корвин-Круковский успел наполовину закончить проект ещё одного почтового самолёта с индексом BM — 1. На нём было применено другое сечение фюзеляжа и улучшена аэродинамика, но в воздух самолёт так и успел не подняться.

### «Малоло»
Работы над будущей летающей лодкой «Малоло» начались с того, что самолёт AMC не попал в серийное производство, и единственным, кто заказал себе такую машину, стал богатый бизнесмен и лётчик Эл Додж Осборн. Он захотел летающую лодку, похожую на AMC, но с рядом индивидуальных предпочтений. Корвин-Круковский спроектировал для Осборна одномоторный трёхместный одностоечный биплан с формой корпуса как у AMC. Двигатель — «Анзани — 6», 75 — 80 л. с. Винт — тянущий, двухлопастной.
Самолёт получил индекс ИО по инициалам Осборна, и так понравился заказчику, что тот решил основать собственную авиационную фирму EDO, в которую пригласил Корвин-Круковского на пост главного конструктора. Первым самолётом, который было решено поставить в серийное производство, стал «Малоло» (морская птица) — похожий на ИО проект, но с более мощным двигателем «Райт Уайрлуинд». «Малоло» сохранила размеры корпуса ИО, но из биплана стала монопланом-высокопланом. Двухместная пилотская кабина была открытой, а позади неё размещалось закрытая каюта для третьего члена экипажа или груза. Под хвостовым оперением был водяной руль.
Проект был завершён к лету 1926 года, и вызвал большой интерес в авиационных кругах Америки. Но пока шли доработки и усовершенствования конструкции, наступила Великая Депрессия, и летающая лодка не стала массовым продуктом из-за отсутствия заказов.

### Дюралюминиевые поплавки
Первую пару герметичных дюралюминиевых поплавков для переделки в гидросамолёты обычных сухопутных самолётов Корвин-Круковский создал в ходе работ над «Малоло» весной 1926 года. Поплавки предназначались для переделки машин весом от 800 до 1200 кг и мощностью двигателя от 90 до 200 л. с.
Модель имела огромный коммерческий успех и фирму EDO в 1927 году расширилась на новый производственный корпус, а затем и удвоила его площадь. Среди заказчиков были компания Curtiss и Advance Aircraft. Для летающих лодок Curtiss MF и Seagull Корвин-Круковский создал небольшие подкрыльевые поплавки весом всего 5 кг. Конструктор уделял большое внимание гидродинамическому совершенству своих проектов и его поплавки имели такое же лобовое сопротивление как у поплавком гоночных самолётов Supermarine.
Благодаря постоянным заказам на поплавки, которые применялись на 75 типах разных самолётов и производились в среднем по 4 комплекта в неделю, фирма EDO успешно пережила Великую Депрессию. В 1932 году количество установленных комплектов превысило 300. К 1933 году поплавки EDO стояли на самолётах массой от 450 до 8200 кг. К концу 1930х годов поплавки EDO использовались на 200 типах самолётов.
Среди конструктивных особенностей поплавков Корвин-Круковского был автоматический водяной руль и убирающиеся в днище колёсики. Дно было волнистым.

### XOSE-1
Последним самолётом, разработанным Корвин-Круковским стал катапультный разведчик, для размещения на военных кораблях, лишённых взлётной палубы. Требования ВМФ США, выдвинутые в 1942 году, заключались в максимальной лёгкости и компактности, а также — в приличном радиусе действия. Проект EDO удовлетворял этим требованиям и ВМФ утвердил постройку образца.
Машина получила индекс XOSE — 1 (eXperimental Observer Scout Edo), на ней устанавливался 12-цилиндровый двигатель Ranger V-770-8 мощностью 600 л. с. Самолёт строился по схеме моноплана, был цельнометаллическим, монококковый фюзеляж имел овальное сечение. Материал, из которого была сделана машина, — алюминиевый сплав 75 XA. Взлётный вес — 2360 кг. Защита пилота предусматривала бронированную спинку и пуленепробиваемое лобовое стекло. Вооружение состояло из двух пулемётов калибра 12, 7 мм по бокам фюзеляжа, а также бомбодержателей по бокам шасси. Шасси же представляло собой три поплавка — центральный подфюзеляжный и два подкрыльевых.
Главной функцией XOSE — 1 предполагалась корректировка артиллерийского огня своего корабля, а также противолодочное патрулирование и, в случае крайней необходимости, работа в роли санитарно-спасательного самолёта, для чего под крыльями могли подвешиваться контейнеры для перевозки одного человека.
XOSE — 1 существенно запоздал по ходу разработки и поднялся в воздух только 28 декабря 1945 года, его почти на два года опередил конкурент Curtiss Seahawk, который был произведён серией в 500 самолётов. Тем не менее, ВМС заказали у EDO серию в 8 самолётов XOSE — 1.

### Работы в области гидродинамики
Занимаясь теоретическими и практическими исследованиями по созданию наиболее совершенной формы поплавков для гидросамолётов, Корвин-Круковский работал в сфере гидродинамики. В 1947 году он покинул фирму EDO и принял предложение Стивенсоновского технологического института в Хобокене (Нью-Джерси) занять пост профессора-исследователя и ведущего научного сотрудника (несмотря на то, что формально не имел учёной степени). Вскоре он переходит от лабораторных исследований к преподаванию по специальности «Гидродинамика морских самолётов». Его курс пользовался большим успехом и его слушателями желали стать не только студенты и аспиранты, но и авиационные инженеры Америки и Европы. Для уже опытных авиационных специалистов Корвин-Круковский разработал специальный курс повышения квалификации, и читал его также для офицеров ВМФ США. Помимо основного курса, конструктор читал факультативный — «Движение судов и самолётов».
Помимо преподавательской работы, Корвин-Круковский занимался исследованием проблем теории волн и волнообразования, воздействия волн на корабли. Он построил в гидроканале Дэвидсоновской лаборатории волнообразователи, создающие как регулярные, так и иррегулярные волны, и этим положил начало распространения подобной аппаратуры в гидродинамических лабораториях.
Корвин-Круковский написал ряд работ по гидродинамике, в частности: «Нестационарный поток жидкости после погружения в него клиновидного тела», «Силы, действующие на тело, движущиеся под волнами», «Теория волнового сопротивления кораблей», «Исследование движения корабля под действием постоянно действующих волн», и ещё несколько десятков работ. В 1961 году был опубликован его труд на основе докторской диссертации «Теория остойчивости», изданный Обществом инженеров флота и кораблестроителей США, который был затем переведён на несколько иностранных языков. Университет Генуи присвоил Корвин-Круковскому звание почётного доктора. Также он состоял членом Британского Королевского общества кораблестроителей, Общества кораблестроителей ФРГ, Американского геофизического союза и др.
В 1970 году конструктор был награждён престижной Медалью Дэвидсона с формулировкой «За выдающиеся достижения в исследованиях по теории корабля».